# 谭戒甫
譚戒甫（1887年3月—1974年），男，中国湖南省湘鄉縣（今漣源市）人，先秦諸子研究专家、楚辭專家、金文学家。

## 生平
1887年3月，譚戒甫出生於一農民家庭。1905年，他考入湖南遊學預備科。1909年考入上海高等實業學堂學習電機工程。1914年之後，他到湖南省立第一中學任教师，教授英文。毛泽东曾为其学生。
到1938年之前，譚戒甫曾先后担任过一系列军、政及社会职务，依次为光复军司令部交际主任，湘西镇守使署参谋、湘粤桂联军援鄂第三路军总司令秘书、湘岸榷运脊岭粤税分局兼煤田分局局长、湖南议会编制主任、湘岸榷运总局秘书长、湖南省长公署秘书长、岳关和株洲折验处处长、粤汉铁路湘鄂路局秘书主任、国民革命军第三路游击司令（归国民革命军第四路军指挥）、湖北省县长考试委员会襄校委员、省立通俗日报总编、上海民权报、湖南公报、国民日报翻译员兼文艺编辑、民国日报主笔等。
1928年，他在武漢大學中文系任講師一年，之後被该校聘為教授，他講授的课程有「諸子要論」、「諸子專書研究」、「目錄學」、「形名學」。1938年9月至1945年，譚戒甫先後任西北大學、西北師範學院、貴州大學、貴陽師範學院、之江大学等校教授，并曾任西北大學中文系主任、貴州大學中文系主任。1946年2月，他担任湖南大學教授、文學院院長兼中文系主任。1953年高校院系調整之后，譚戒甫調任武漢大學歷史系教授。
譚戒甫曾被选为武汉市第三届人民代表大会代表，并受邀参加过天安门“五·一”观礼。因曾任湖南省立第一中學教师，譚戒甫与毛泽东交情甚好。譚戒甫曾于1957年应邀到毛泽东家中作客，并曾和毛多次通信。1958年毛泽东到武汉又曾见谭戒甫。1974年谭戒甫去世，享年87歲。

## 学术贡献
譚戒甫的主要研究方向为先秦諸子，次為楚辭、西周金文。

### 先秦諸子研究
他研究先秦諸子的成果主要体现在《墨辯發微》、《公孫龍子形名發微》、《墨經分類譯注》、《莊子天下篇校釋》、《校呂遺誼》等著作中。在这方面他的突出貢獻是發現了形名學與墨經小取論式（与西方的邏輯學近似但又不同），详见《墨辯發微》、《公孫龍子形名發微》二书。早在1919年，他便寫出了《墨經長籠》的稿本，后来經刻苦研究，又發现了形名學。他說：
形名二字的含義，若利用現代語文作解釋，是容易清楚的。因為凡物必有形，再由形給它一個名，就叫“形名”。由是得知：形名家只認有物的“形”，不認有物的“實”，他以為“形”即是物的標誌，“名”即是“形”的表達。物有此“形”，即有此“名”，由此說來，天下萬物，“形”、“名”二字可以括盡。故公孫龍總揭其義，叫做“形名”，以成其學。
1920年7月，譚戒甫專門研究了《公孫龍子》，結合墨經对原來輯有的《公孫龍子》各種相关材料進行研究。《墨辯發微》是一部研究《墨子》書中的墨辩（或称“墨经”）六篇暨《经上》、《經下》、《经上說》、《经下說》、《大取》、《小取》的專著。《公孫龍子形名發微》是《墨辯發微》的姊妹篇。这两部书在國內外學術界享有較高地位。
1956年，中國科學院成立了哲學研究所，譚戒甫即同蘇聯科學院立約譯注墨經，1957年完成《墨經分類譯注》一书。
譚戒甫的諸子研究深入且全面。他反覆修訂過顏昌堯的《管子校釋》稿本。他的《莊子天下篇校釋》、《校呂遺誼》是修改1928年起在武汉大学任教時自撰的教本而成。

### 西周金文研究
他最早的金文研究作品是1933年脫稿、1936年在《武漢大學文哲季刊》第五卷上發表的研究董武鍾的论文。此後他的金文研究不斷深入。1953年他轉教历史学後，進一步加強了對西周金文的研究，撰寫了《西周金文綜合研究》。他主张用地下出土的文字資料和西周史料加以對勘，从而获得对西周历史的新认识。

## 重要著作

### 书籍
- 譚戒甫，莊子天下篇校釋，華中日報社，民國24年（1935年）
  - 譚戒甫，莊子天下篇校釋一卷，载严灵峰编辑，无求备斋老列庄三子集成补编·五六，台北：成文出版社有限公司，1982年
- 谭戒甫，公孙龙子形名发微，北京：科学出版社，1957年
  - 谭戒甫，公孙龙子形名发微，北京：中华书局，1963年
- 谭戒甫，墨辩发微，北京：科学出版社，1958年
  - 谭戒甫，墨辩发微，北京：中华书局，1964年
- 谭戒甫，屈赋新编，北京：中华书局，1974年
  - 谭戒甫，屈赋新编，北京：中华书局，1978年
- 谭戒甫，墨经分类译注，北京：中华书局，1981年

### 论文
- 谭戒甫，《商君法》传说之讹变，武汉大学文哲季刊4卷1号（1933年）
- 谭戒甫，董武钟肊考，武汉大学文哲季刊5卷3号
- 谭戒甫，二老研究，武汉大学文哲季刊4卷4号
- 谭戒甫，公孙龙子五论校释，武汉大学文哲季刊6卷2号（1937年）
- 谭戒甫，类物明例（墨辩发微中之一篇），武汉大学文哲季刊5年4号
- 谭戒甫，论晚周形名家，武汉大学文哲季刊1卷1号（1930年4月）
- 谭戒甫，论形名家之流别，武汉大学文哲季刊1卷2号（1930年7月）
- 谭戒甫，墨辩轨范，武汉大学文哲季刊2卷1号（1931年）
- 谭戒甫，墨辩轨范（续），武汉大学文哲季刊2卷2号
- 谭戒甫，墨辩论式源流，武汉大学文哲季刊2卷4号
- 谭戒甫，墨子『辞过』义例，武汉大学文哲季刊1卷4号
- 谭戒甫，墨子大取编校释，武汉大学文哲季刊5年4号
- 谭戒甫，墨子经说释例，武汉大学文哲季刊3卷3号
- 谭戒甫，墨子论蕃育人民不主早婚说，武汉大学文哲季刊6卷4号
- 谭戒甫，墨子小取弟四章校释，武汉大学文哲季刊5卷1号（1935年）
- 谭戒甫，商容传说之譌變，武汉大学文哲季刊4卷4号
- 谭戒甫，十字说，武汉大学文哲季刊1卷2号
- 谭戒甫，史记老子传考正（据殿本），武汉大学文哲季刊5卷2号
- 谭戒甫，思孟五行考，武汉大学文哲季刊2卷3号
- 谭戒甫，校吕遗谊，武汉大学文哲季刊3卷1号（1932年）
- 谭戒甫，校吕遗谊（续），武汉大学文哲季刊3卷2号
- 谭戒甫，校吕遗谊（三续），武汉大学文哲季刊3卷3号
- 谭戒甫，校吕遗谊（四续），武汉大学文哲季刊3卷4号
- 谭戒甫，形名发微纂馀篇，武汉大学文哲季刊6卷3号
- 谭戒甫，中庸考略，武汉大学文哲季刊4卷2号
- 谭戒甫，周易卦爻新论，武汉大学文哲季刊5卷2号
- 譚戒甫，周初夨器銘文綜合研究，武漢大學人文科學學報1956年第1期
- 譚戒甫，屈原《哀郢》的研究，四川大学学报1957年第8期
- 谭戒甫，西周'曶'器铭文综合研究，载中華文史論叢（第三輯），北京：中華書局，1963年
- 谭戒甫，先周族与周族的迁徙及其社会发展，载文史第6辑，北京：中華書局，1979年